# São Miguel (Rio Grande do Norte)
São Miguel is een gemeente in de Braziliaanse deelstaat Rio Grande do Norte. De gemeente telt 23.593 inwoners (schatting 2009).